# Friedrich Ebert
Friedrich Ebert (4. února 1871 Heidelberg – 28. února 1925 Berlín) byl německý sociálnědemokratický politik. V letech 1913 až 1919 byl předsedou Sociálnědemokratické strany Německa a od roku 1919 až do své smrti v roce 1925 prvním říšským prezidentem Výmarské republiky.
Po smrti Augusta Bebela byl Ebert zvolen po boku Huga Haase předsedou SPD, což bylo v rozporu s blížící se válkou. Během války důrazně obhajoval politiku „obrany vlasti“ a domácího politického zastavení (Burgfriedenspolitik) proti těm sociálním demokratům, kteří tuto politiku odmítali. V listopadové revoluci roku 1918 převzala vládu jeho strana a USPD, která se od ní odštěpila. 9. listopadu 1918 vystřídal ve funkci říšského kancléře Maxe von Baden. Výmarské národní shromáždění ho 11. února 1919 zvolil prvním říšským prezidentem. V letech 1919 až 1923 nechal Ebert násilím potlačit několik povstání revolučních socialistů. Také podnikl rozhodné kroky proti pokusům o převrat zprava v letech 1920 a 1923. Jinak se choval jako politik vyvažování zájmů. Jeho brzká smrt ve věku 54 let a následné zvolení monarchisticky smýšlejícího Paula von Hindenburga do čela státu představují ve Výmarské republice zlom.
Krátce po jeho smrti v roce 1925 byla založena nadace Friedricha Eberta, která měla blízko k SPD a byla po něm pojmenována.
Jeho nejstarší syn Friedrich Jr. (1894–1979) byl v letech 1948 až 1967 starostou Východního Berlína.